# Teòdot de Quios
Teòdot (grec antic: Θεόδοτος, llatí: Theodotus) va ser un retòric nascut a Quios (o segons altres fonts a Samos) que va ser preceptor de Ptolemeu XIII Filopàtor quan era infant.
Va exercir una influència política forta a la cort. Després de la batalla de Farsàlia l'any 48 aC, quan Gneu Pompeu Magne va cercar refugi a Egipte, va ser el primer que va suggerir que calia matar el fugitiu. Amb aquest consell esperava complaure a Juli Cèsar. Quan Cèsar va anar a Egipte, Teòdot va córrer a rebre'l i li va portar el cap i l'anell de Pompeu. Però Cèsar va mostrar el seu disgust per l'assassinat del seu rival i va estar a punt d'ordenar l'execució de Teòdot, que es va salvar per la fugida.
En un moment posterior, no va tenir tanta sort, i va ser capturat i executat a Àsia Menor per Marc Juni Brutus l'any 43 aC.